# Митинг в Минске (30 октября 1988)
Митинг в Минске (1988) (бел. Мітынг-рэквіем «Дзяды» — Митинг-реквием «Деды») — митинг, прошедший 30 октября 1988 года в Минске. Был разогнан милицией.

## Предыстория
Инициаторами проведения митинга выступили организации, которые на то время назывались «неформальными». На волне «перестройки» они занимались вопросами реставрации архитектурных памятников, литературой, а также защиты окружающей среды, постепенно, однако, переходя к политическим вопросам.
Первая значительная акция по ознаменовании «Дедов» в Белоруссии прошла в 1987 году в Минске в парке имени Янки Купалы, организовали её молодёжные сообщества — «Тутэйшыя», «Талака». 29 октября 1987 исполнилось 50 лет со времени расстрела большой группы белорусской интеллигенции. Поэтому вместе с восстановлением народной традиции организаторы имели в виду и антисталинский (и даже антисоветский) подтекст.
Организацию митинга-реквиема в 1988 году взяло на себя Общество молодых литераторов при Союзе писателей Белоруссии «Тутэйшыя» во главе с Алесем Беляцким. 14—17 октября 1988 года Алесь Беляцкий и Анатолий Сыс обратились в исполнительные комитеты районных Советов народных депутатов и в Минский городской исполнительный комитет, чтобы получить разрешение на проведение шествия и историческо-литературного белорусского праздника-митинга «Деды», на которым собирались почтить память предков.
Организацией митинга занялись также новосозданные 19 октября 1988 года «Мартиролог Беларуси» и оргкомитет по созданию Белорусского Народного Фронта под руководством Зенона Позняка. Подготовка проходила в новой информационной атмосфере, после публикации текста Зенона Позняка и Евгения Шмыгалёва «Куропаты — дорога смерти». Таким образом, основным акцентом этих Дедов должно было стать чествование памяти и раскрытие правды о репрессиях.
24—25 октября властями были даны отказы в проведении митинга (официальное решение Мингорисполкома напечатал «Вечерний Минск»). Инициаторы митинга были вызваны 26 октября в прокуратуру Минска, где их официально предупредили о возможном нарушении законодательства. Организаторы тем временем провели информирование о будущей акции, используя в том числе распространение листовок (28 октября за такое распространение был задержан Алесь Пушкин).

## События 30 октября
Власти бросили большие силы с целью недопущения проведения митинга. Для несения службы 30 октября были задействованы 600 милиционеров не только Минского гарнизона, но и курсанты учебных учреждений МВД СССР, 30 милицейских, а также 2 пожарных машины.
В день акции власти остановили движение двух последних станций метро, и её участники (от 15 до 20 тыс. человек), вынуждены были это расстояние идти пешком.
Кульминация событий 30 октября 1988 года произошла после 14 часов в районе сквера по улице Калиновского (около Московского кладбища). Граждане, которые шли к месту проведения Дня памяти предков в урочище Куропаты, были жёстко разогнаны милиционерами, которые использовали газ «черёмуха», а также резиновые дубинки. Было задержано 72 человека. Разгон митинга непосредственно курировал тогдашний министр внутренних дел БССР Виктор Пискарёв.

Людей начали разгонять, бить, арестовывать, травить газом из портативных баллончиков. Отравили и Позняка, который стоял во главе колонны. Но Позняк не уступил. Он направил толпу на окраину и повел к Куропатам. Однако и там путь колонне перегородили войска. Тогда Позняк повернул всех в поле. И в чистом поле под снежком, который сыпал с пасмурного неба, прошёл молебен. Вверху развивался бело-красно-белый флаг, выступали ораторы и среди них писатель Владимир Орлов.
Оригинальный текст (бел.)Людзей пачалі разганяць, біць, арыштоўваць, труціць газам з партатыўных балёнчыкаў. Атруцілі і Пазьняка, які ішоў на чале калёны. Але Пазьняк не саступіў. Ён скіраваў натоўп на ўскраіну і павёў да Курапатаў. Аднак і там шлях калёне перагарадзілі войскі. Тады Пазьняк завярнуў усіх у поле. І ў чыстым полі пад сьняжком, які сыпаў з хмарнага неба, адбылося набажэнства. Угары разьвяваўся бел-чырвона-белы сьцяг, выступалі прамоўцы і сярод іх пісьменьнік Уладзімер Арлоў.
— Василь Быков «Доўгая дарога дадому»

## Результаты
Инициаторы митинга всю вину за разгон возложили на власти, назвав это проявлением сталинизма. Разгон акции был негативно воспринят многими творческими союзами, представителями интеллигенции. Правовую оценку событиям 30 октября 1988 года дала специально созданная комиссия во главе с председателем Президиума Верховного Совета БССР Георгием Таразевичем. Результатом деятельности комиссии стало постановление Президиума от 14 ноября 1988 года, в котором организаторы митинга обвинялись в том, что желали использовать шествие в целях, которые «не имеют ничего общего с ритуалом поминовения», несмотря на полученный запрет.
Отмечается, что 30 октября 1988 года прошёл первый в новейшей истории Белоруссии массовый митинг, организованный «снизу». Однако события подтвердили, что руководство КПСС не имело намерений ослаблять контроль над обществом. Отношения между властями и неформальным альтернативным движением в Белоруссии перешли в стадию открытой вражды.